# Opuha
Opuha est une petite localité rurale située dans le district de Timaru, dans l’Île du Sud de la Nouvelle-Zélande.

## Situation
Elle est localisée dans le nord-ouest de la ville de Pleasant Point et au sud-est de celle de Fairlie . Le barrage d’ ’Opuha Dam’ (en) est aussi localisé à l’intérieur du district.